# Шамши Адад I
Шамши Адад I (владао је од 1813. до 1791. п. н. е.) завладао је великим подручјем северне Месопотамије, која ће касније бити позната под називом Асирија.
Његов отац Ила Кабкаку био је Аморит, који је владао краљевином на граници Марија у Сирији. Када му је отац умро краљевину је наследио најстарији брат, а Шамши Адад I је морао да прави краљевину из почетка.

## Освајања
Најпре је освојио Шекну и град је назвао Шубат Енлил. Данашње име тога места је Тел Лејлан. После тога заузео је тврђаву Екалатум на левој обали Тигриса. Успео је тек у другом покушају. Први покушај није успео, па је био побегао у Вавилон. Та освајања омогућила су му да контролише важан град дражаву Асур. Асур је имао јаке трговачке контакте са Анадолијом. Шамши Адад је свога сина Ишме Даган поставио на трон Екалатума, а сам је наставио са освајањима.
Следећа мета је био Мари, град у Сирији, који је контролисао караванске путеве између Анадолије и Месопотамије. Краља Марија убиле су његове властите слуге, по свој прилици по инструкцијама Шамши Адада. Шамши Адад је искористио прилику и заузео Мари. Наследник трона Зимри Лан је био присиљен да побегне до Алепа, античкога Јамкада. Шамши Адад је на трон Марија поставио свога другог сина Јашма Адада, а сам се вратио у Шубат Енлил.

## Шамши Ададово царство
Након освајања Марија под његовом влашћу се нашло велико царство. Контролисао је целу горњу Месопотамију. На написима се хвалио да је тријумфално подигао стеле на обалама Медитерана, али претпоставља се да се радило о краткотрајним експедицијама. Осим тога себе је називао „краљ свију“, титулу, коју је раније користио Саргон Акадски.
Због великога успона и освајања стекао је бројне непријатеље, па су он и његови синови били више пута нападани. Док је његов први син био способан владар, његова браћа су била много мање способни владари, што је разочарало њихова оца. 
Шамши Адад је писао млађем сину 
Зер ти сине ниси мушкарац, па ти још брада није израска
. У другом писму је писао 
Док твој брат учествује у победи ти доље лежиш међу женама
Шамши Адад је био велики организатор и држао је чврсту контролу над свим пословима царства од високе политике до постављања службеника и поделе намирница. Походе је детаљно планирао, а његова војска је знала све класичне технике опсаде, као што су градња зидина и насипа да се дигну на ниво опсађенога, те употреба опсадних овнова за разбијање. Често је користио шпијуне а и пропаганду против непријатељских градова.
Ојачавао је краљевину читавог свог живота, али након његове смрти почела је да се осипа. Недостајало је кохезије унутар краљевине, а није имала ни повољан географски положај. Када се раширила вест да је Шамши Адад умро, одмах су његови противници кренули у напад на краљевину са циљем да свргну његове синове. Зимри Лим се вратио на престо у Марију збацивши Јашма Адада. Остатак царства је убрзо заузео Хамураби, краљ Вавилона.